# Couratari oblongifolia
Couratari oblongifolia là một loài thực vật có hoa trong họ Lecythidaceae. Loài này được Ducke & R.Knuth mô tả khoa học đầu tiên năm 1939.